# Баш-Шиди
Баш-Шиди́ (рос. Баш-Шиды, башк. Баш-Шиҙе) — присілок у складі Нурімановського району Башкортостану, Росія. Адміністративний центр Баш-Шидинської сільської ради.
Населення — 228 осіб (2010; 272 у 2002).
Національний склад:
- башкири — 90 %